# Theisbergstegen
Theisbergstegen ist eine Ortsgemeinde im Landkreis Kusel in Rheinland-Pfalz. Sie gehört der Verbandsgemeinde Kusel-Altenglan an und liegt beiderseits des Glan.

## Geographie

### Lage

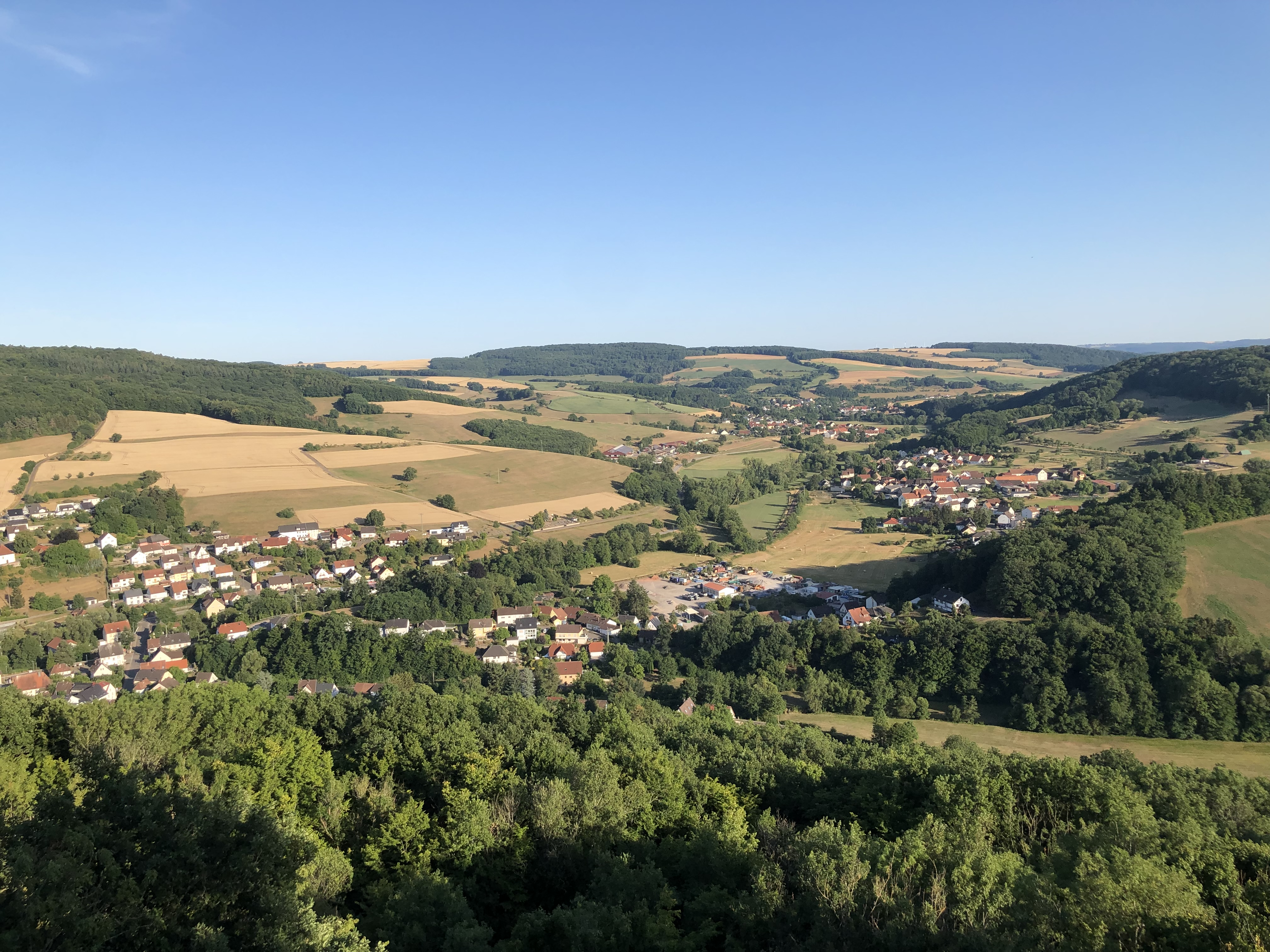
Theisbergstegen und Godelhausen vom Remigiusberg gesehen

Die Gemeinde befindet sich im sogenannten Musikantenland, einem Teilbereich des Nordpfälzer Bergland. Im Süden des Gemeindegebiets liegt außerdem der Ortsteil Godelhausen. Nachbargemeinden sind – im Uhrzeigersinn – Altenglan, Rutsweiler am Glan, Matzenbach, Rehweiler, Etschberg, Haschbach am Remigiusberg und Rammelsbach.

### Erhebungen und Gewässer
Theisbergstegen wird vom Glan durchflossen. Vor Ort mündet in diesen von links der Rödelsbach, welcher zuvor von links vor Erreichen des Siedlungsgebiets den Haschbach aufnimmt. Der Teilort Theisberg befindet sich auf der rechten Seite des Glans und Stegen links von ihm. Im Nordwesten des Gemeindegebiets erstreckt sich zudem der Remigiusberg, dessen Einzugsgebiet – einschließlich Theisbergstegen – oft als Remigiusland bezeichnet wird.

## Geschichte
Das östlich des Glan gelegene Deinsberge beziehungsweise Theisberg wurde 992 erstmals urkundlich erwähnt. Am 10. Juli 1715 wurde es mit dem Dorf Stegen vereinigt. Während der ersten Hälfte des 18. Jahrhunderts fiel die Gemeinde an die Kurpfalz.
Von 1798 bis 1814, als die Pfalz Teil der Französischen Republik (bis 1804) und anschließend Teil des Napoleonischen Kaiserreichs war, war die Gemeinde in den Kanton Kusel im Saar-Departement eingegliedert. 1815 wurde der Ort Österreich zugeschlagen. Bereits ein Jahr später wechselte der Ort in das Königreich Bayern und war dort Teil des Rheinkreises. Von 1818 bis 1862 war Theisberg-Steegen – so die damalige Schreibweise – Bestandteil des Landkommissariat Kusel, das anschließend in ein Bezirksamt umgewandelt wurde. Im Jahr 1840 hatte der Ort 29 Häuser und 204 Einwohner. Er wurde als evangelisches Pfarrdorf bezeichnet.
1939 wurde der Ort in den Landkreis Kusel eingegliedert. Nach dem Zweiten Weltkrieg wurde Godelhausen innerhalb der französischen Besatzungszone Teil des damals neu gebildeten Landes Rheinland-Pfalz. Im Zuge der ersten rheinland-pfälzischen Verwaltungsreform wurde am 7. Juni 1969 der Nachbarort Godelhausen nach Theisbergstegen eingemeindet. Zwei Jahre später wurde die Gemeinde außerdem Bestandteil der Verbandsgemeinde Kusel. Seit 2018 gehört Theisbergstegen zur Verbandsgemeinde Kusel-Altenglan.

## Bevölkerungsentwicklung
Die Entwicklung der Einwohnerzahl von Theisbergstegen bezogen auf das heutige Gemeindegebiet; die Werte von 1871 bis 1987 beruhen auf Volkszählungen:
| Jahr | Einwohner |
| 1815 | 343       |
| 1835 | 414       |
| 1871 | 473       |
| 1905 | 580       |
| 1939 | 735       |
| 1950 | 828       |

| Jahr | Einwohner |
| 1961 | 898       |
| 1970 | 865       |
| 1987 | 779       |
| 1997 | 747       |
| 2005 | 724       |
| 2023 | 679       |

## Politik

### Bürgermeister
Heribert Urban wurde im Juni 2024 zum Ortsbürgermeister von Theisbergstegen gewählt.
Sein Vorgänger war Stefan Klein seit 2014. Bei der Direktwahl am 26. Mai 2019 wurde er für weitere fünf Jahre in seinem Amt bestätigt.
Kleins Vorgänger Dieter Dick war 2014 nicht erneut angetreten.

### Wappen
| Wappen von Theisbergstegen | Blasonierung: „In Silber durch einen blauen Wellenbalken geteilt, oben rechts eine goldbelegte, rote Mitra, oben links wachsend ein unbekleideter Wassermann in natürlichen Farben mit goldenem Haar, aus einem roten Krug blaues Wasser ausgießend, unten auf grünem Dreiberg eine blaue Kirche mit goldenen Fenstern und goldenem Kreuz.“ |
| Wappen von Theisbergstegen | |

## Kultur
Vor Ort befinden sich insgesamt acht Objekte, die unter Denkmalschutz stehen. Zudem lag auf Gemarkung der Gemeinde einst die Burg Deinsberg.

## Wirtschaft und Infrastruktur

### Wirtschaft
Im Gemeindegebiet befanden sich mit dem Altenkopfer Schurfwerk, der Grube Jakobsburg und der Grube Wildenburg ab Ende des 18. Jahrhunderts einst mehrere Quecksilberbergwerke. Des Weiteren haben sich kleine bis mittelständische Unternehmen angesiedelt wie beispielsweise Bagger- und Schutttransporte, eine Kfz-Werkstatt, ein Friseur, eine Tankstelle, ein Sonnenstudio und ein Rennsportunternehmen.

### Institutionen
Im Ort gibt es einen Kindergarten, eine Grundschule und eine Mehrzweckhalle.

### Verkehr
Theisbergstegen ist über die Bundesstraße 423 (Mandelbachtal – Altenglan) an das überregionale Straßennetz angebunden. Zudem führt durch die Gemeinde die von Saar-Pfalz-Bus betriebene Buslinie 276, die sie unter anderem mit Kusel verbindet. Der Ort besitzt einen Bahnhof an der eröffneten und seit Ende der 1980er Jahre wieder eingleisigen Bahnstrecke Landstuhl–Kusel, die in diesem Bereich entlang des Glantales verläuft; ab 1904 war die Strecke in diesem Bereich zusätzlich Teil der ab 1961 schrittweise stillgelegten Glantalbahn. Die Züge verbinden Kaiserslautern und Kusel miteinander. Sie diente ebenso dem Abtransport des aus dem Remigiusberg gebrochenen Porphyr-Schotters ehe die Bedienung des örtlichen Güterverkehrs 2004 aufgegeben wurde.
Außerdem liegt Theisbergstegen am Glan-Blies-Radweg.

## Persönlichkeiten

### Söhne und Töchter der Gemeinde
- Paul Tremmel (* 1929), Pfälzer Mundartdichter
- Lothar Emrich (1943–2012), Künstler

### Personen, die vor Ort gewirkt haben
- Georg Heinrich Vogt (1809–1889), Politiker und Geistlicher, war von 1839 bis 1847 Pfarrer vor Ort